# Jan Moskała
Jan Moskała – wójt Ustronia w latach 1649–1652.
Pochodził z Brennej. W 1649 nabył wójtostwo od Krzyśka. W 1652 sprzedał je Maciejowi Wejdzie, także pochodzącemu z Brennej.